# Natal'ja Sergeevna Gončarova
Natal'ja Sergeevna Gončarova (in russo Наталья Сергеевна Гончарова?, traslitterato in francese come Natalia Sergueïevna Gontcharova; Negaevo, 3 luglio 1881 – Parigi, 17 ottobre 1962) è stata una pittrice, illustratrice e scenografa russa.

## Biografia
Natal'ja Gončarova nasce in una nobile famiglia russa, imparentata con Aleksandr Puškin, possidente di numerose tenute e villaggi a sud di Mosca. Trascorre l'infanzia nella provincia di Tula fin quando si trasferisce a Mosca con la famiglia nel 1891. Qui la Gončarova studia prima medicina, poi storia e nel 1898 entra alla Scuola di pittura, scultura e architettura di Mosca come studentessa di scultura, percorso che poi abbandona a favore della pittura. Lei stessa motiva tale scelta in questi termini:

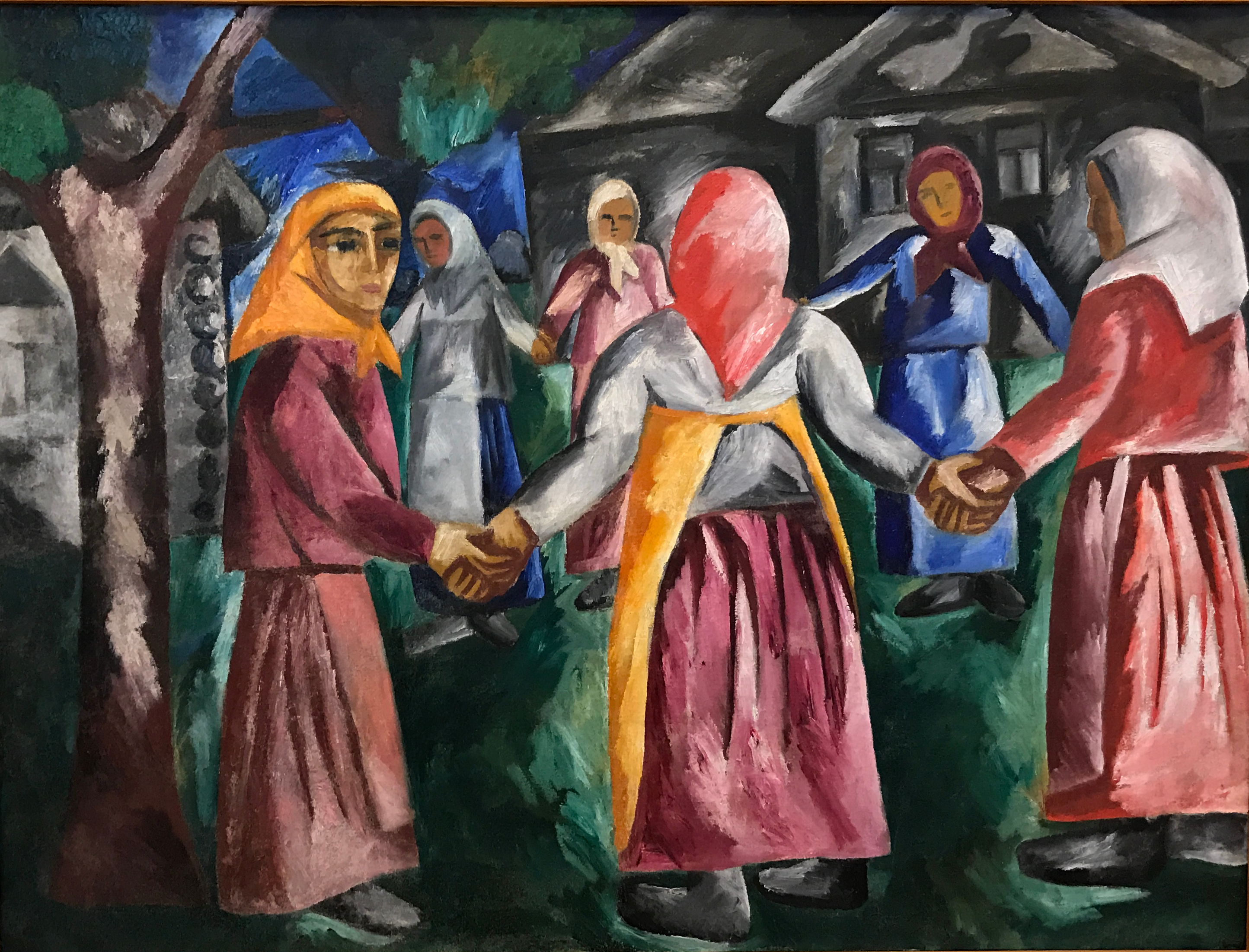
Danza (1910)

In accademia conosce il pittore Michail Larionov, insieme daranno vita ad un sodalizio artistico-sentimentale che durerà tutta la vita. Diventano i principali animatori del gruppo di artisti che fanno riferimento alla rivista Zolotoe runo (Vello d'oro) diretta da Nikolaj Rjabušinskij, a cui successivamente aderisce anche un altro esponente dell'avanguardia russa: Kazimir Malevič. Ancora giovanissima partecipa nel 1906 ad una mostra di pittori russi al Salon d'Automne di Parigi, occasione che le procura visibilità e affermazione e stimola in lei l'interesse per la pittura degli impressionisti, dei fauves e per la tradizione figurativa russa.

### Il Fante di Quadri
Nel gennaio 1910 forma insieme ad altri artisti un primo gruppo radicale e indipendente denominato Fante di Quadri (Bubnovyj Valet); tra gli artisti che vi aderiscono ci sono Robert Falk, Aleksandr Kuprin, Il'ja Maškov, Pëtr Končalovskij e lo stesso Larionov. Il gruppo rimane attivo fino al dicembre 1917.
Alla prima esposizione del gruppo a Mosca, nel dicembre 1910, Gončarova include propri dipinti di ispirazione primitivista e cubista; nella successiva mostra intitolata La coda dell'asino, organizzata da Larionov nel marzo 1912, espone più di cinquanta opere. La mostra è intenzionalmente un allontanamento dalle influenze dell'arte europea e manifesta la volontà di creare una nuova scuola indipendente di arte moderna russa.
Natal'ja prende ispirazione dalle icone russe, vere e proprie immagini del folclore del paese, conosciute come lubok. La natura dell'esibizione viene considerata controversa, tanto che la censura confisca il suo quadro a tema religioso Gli Evangelisti (1910-1911), considerandolo blasfemo a causa dell'accostamento di figure religiose con la parte posteriore di un asino.
Nel 1913 è a Parigi per realizzare la scenografia de Le Coq d'Or; è la prima collaborazione con Sergej Pavlovič Djagilev, impresario dei Balletti russi, per cui continuerà a disegnare costumi e scenografie fino alla sua morte, avvenuta nel 1962.
Ancora a Parigi nel 1918 espone alla mostra Art décoratif théâtral moderne presso la Galerie Sauvage. 

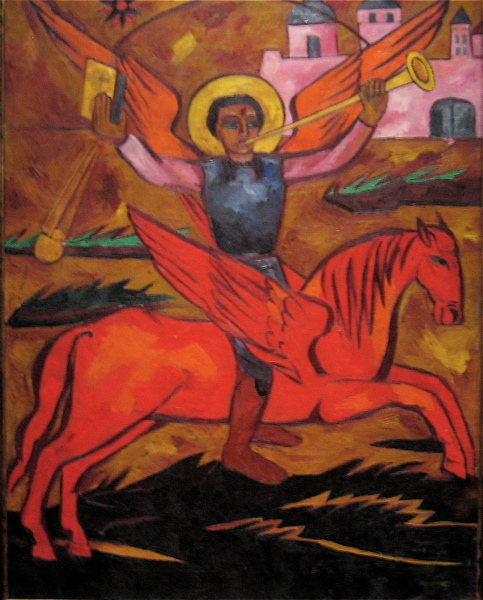
Gabriele arcangelo (1910)

### Incontro con i futuristi
Gončarova e Larionov si recano per la prima volta in Italia nell'aprile 1914, a Roma visitano la mostra Esposizione Libera Futurista Internazionale. Rimangono a Roma dall'ottobre 1916 ad aprile 1917 per lavorare con Djagilev all'allestimento di Les Contes russes; hanno così l'occasione di approfondire i rapporti con i futuristi, come documentato da alcune fotografie scattate da Marinetti, e di visitare la "Grande esposizione. Umberto Boccioni, alla Galleria Centrale d'Arte" a Milano. Gončarova indaga il futurismo concentrandosi sulla figura delle macchine, non per riflettere il futuro, ma per analizzare lo stato del mondo meccanizzato (un chiaro esempio è l'opera "Il ciclista" da lei realizzata nel 1913).

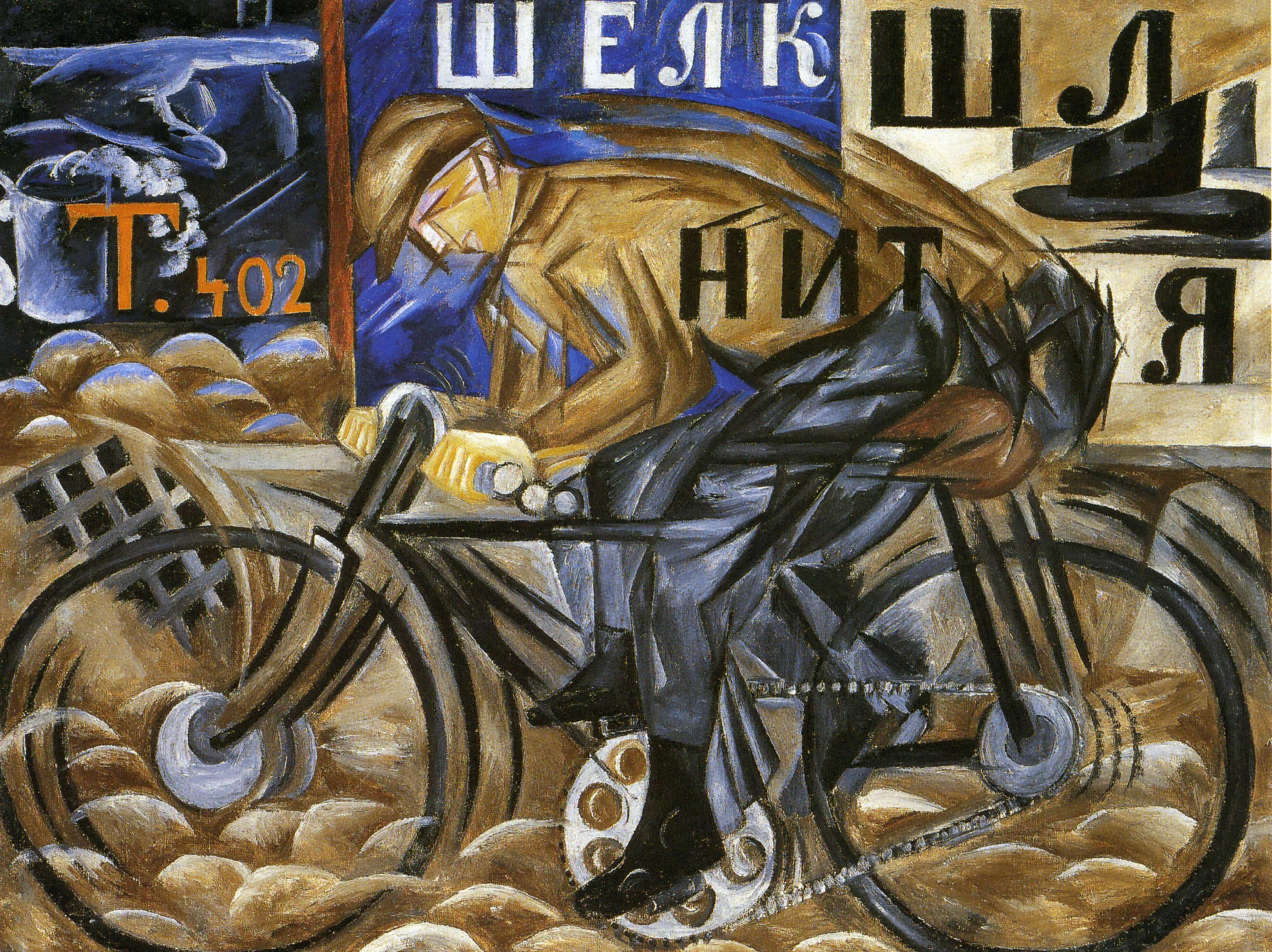
Il ciclista, 1913.

### Il Raggismo
Nel 1913 Michail Larionov pubblica il Manifesto del movimento raggista che riassume il lavoro di entrambi. Durante il periodo del Raggismo Natal'ja mostra un tratto decorativo forte e una marcata dipendenza dall'ispirazione bizantina e orientale. Le opere di questo periodo sono contraddistinte dalla densità e dalla tangibilità del materiale; gli oggetti non sono rappresentati secondo principi convenzionali, ma si percepiscono solo dai raggi luminosi che essi riflettono. Quando nel maggio del 1914 Gončarova e Larionov iniziano la loro lunga collaborazione con Djagilev e i suoi Balletti russi, il raggismo praticamente cessa di esistere.
Senza abbandonare mai completamente la pittura, l'artista si dedicherà per tutto il resto della vita alla scenografia, ai costumi teatrali e all'illustrazione di libri. Espone spesso con Larionov in Europa, Stati Uniti e Giappone.

### Il teatro
Dopo la prima collaborazione con Djagilev per lo spettacolo “Le coq d'or”, Natal'ja e Larionov decidono di trasferirsi in Francia e di continuare a lavorare per i Balletti russi. I bozzetti e la realizzazione di scene e costumi risentono dall'avanguardia artistica da entrambi abbracciata e promossa ma, allo stesso tempo, esprimono apprezzamento per la tradizione russa.
Nel 1919 si trasferiscono definitivamente a Parigi e vi rimarranno fino alla morte.

## Mostre in Italia
Nel 2019 Firenze ospita a Palazzo Strozzi la prima mostra monografica italiana dedicata a Natal'ja Gončarova.

## Galleria d'immagini

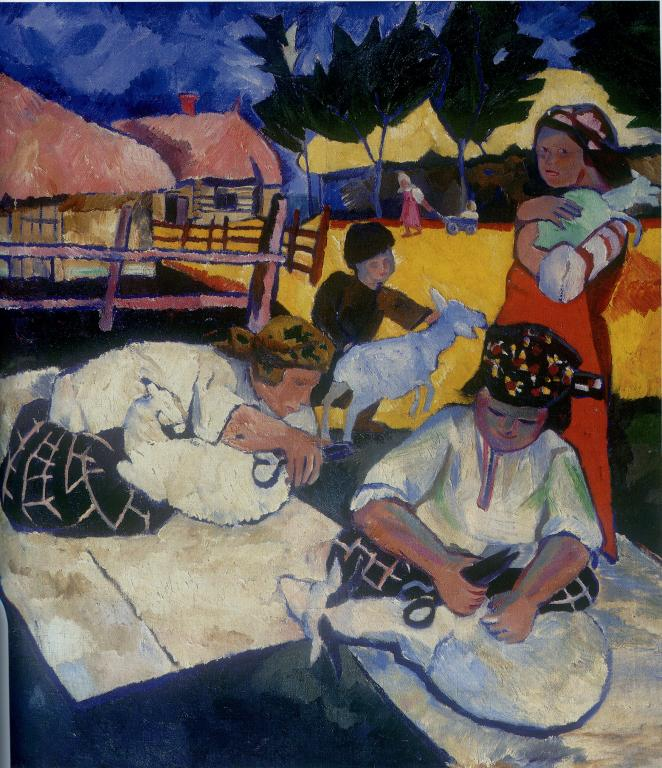
La tosatura delle pecore, 1907
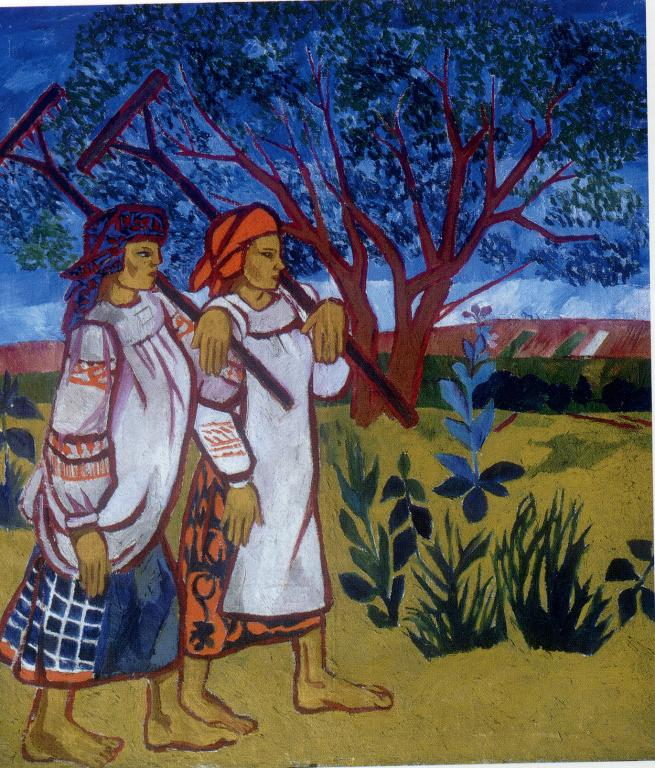
Donne con rastrello, 1907
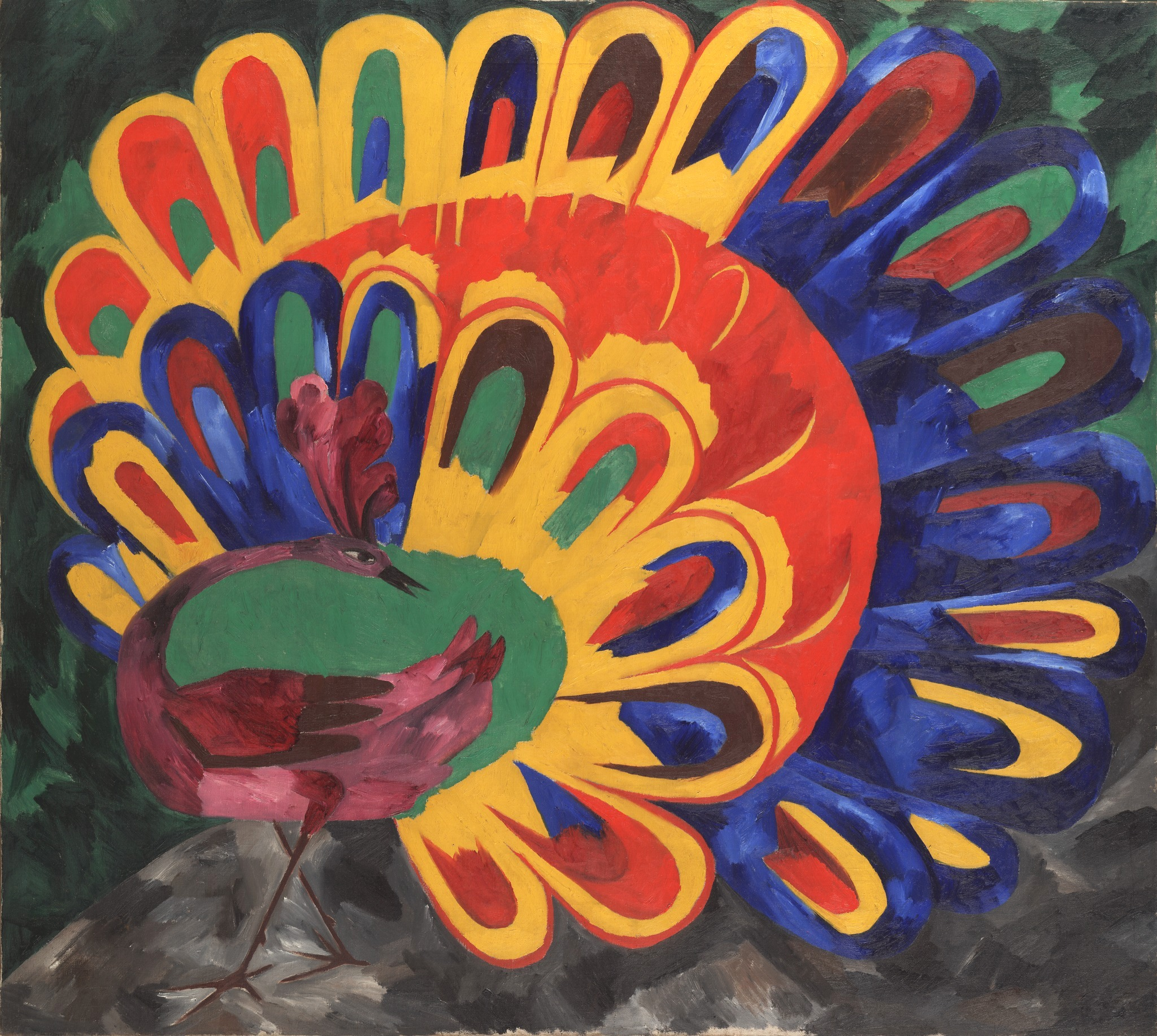
Pavone al sole, 1911
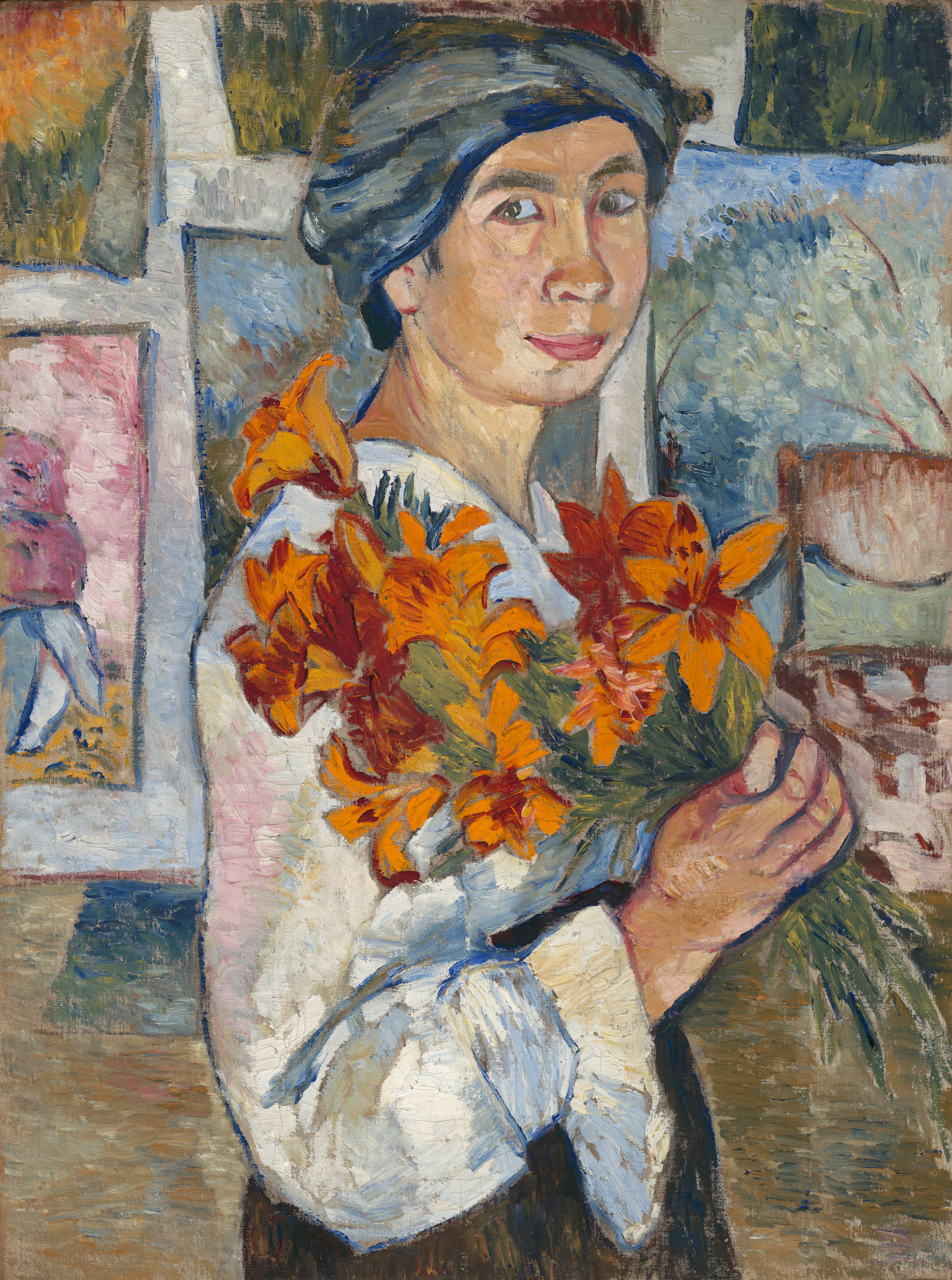
Autoritratto, 1907